# Cuentos de la Alhambra

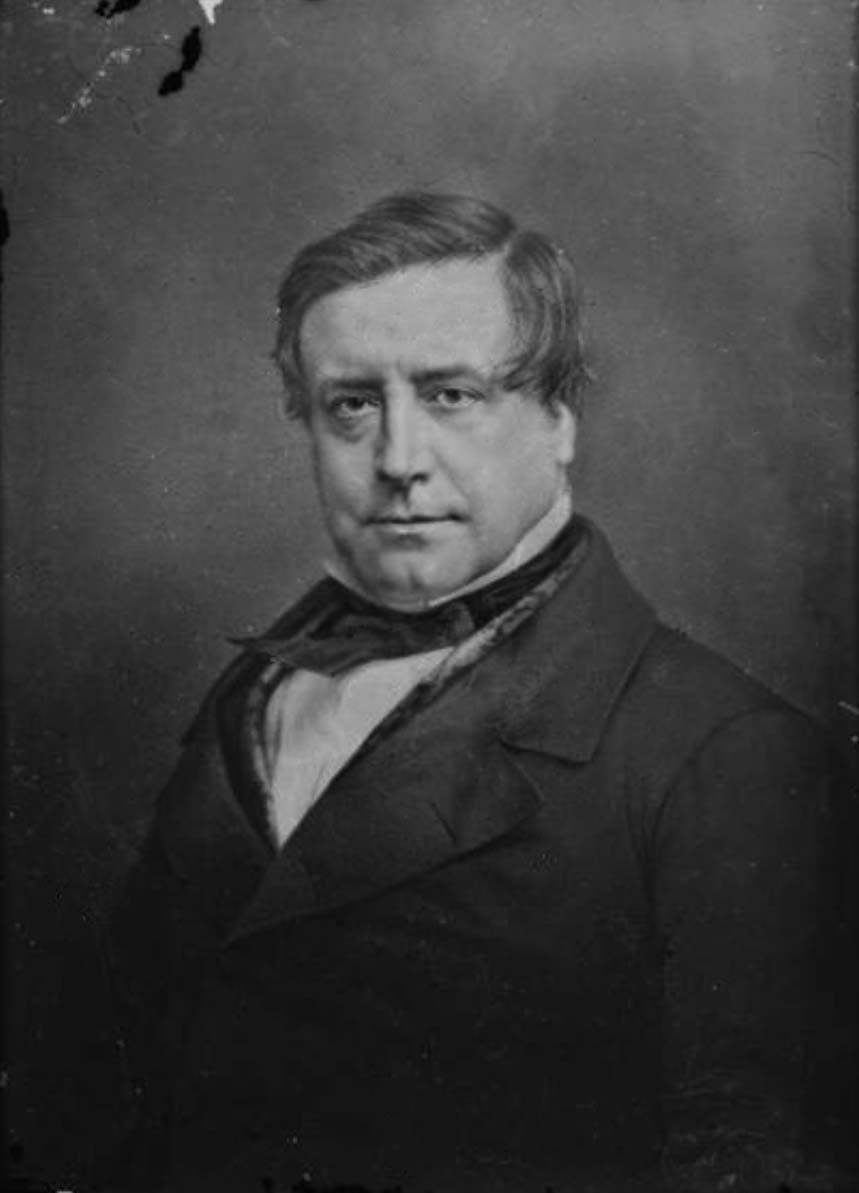
Daguerrotipo de Washington Irving

Cuentos de la Alhambra es un libro escrito por Washington Irving en el año de 1829, publicado en 1832 bajo el título La Alhambra: conjunto de cuentos y bosquejos sobre moros y españoles.
La primera edición fue publicada por Lea & Carey, en Filadelfia, (The Alhambra: A Series of Tales of the Moors and Spaniards, by the Author of "The Sketch Book" - 1832) y Henry Colburn y Richard Bentley, en Londres, (The Alhambra, by Geoffrey Crayon, author of "The Sketch Book", "Brace-brigde Hall", "Tales of a Traveller", New Burlington Street - 1832) en ediciones simultáneas, que incluían una dedicatoria a David Wilkie, R. A., compañero de Irving en su viaje por España. En 1851 se publicó la versión revisada por el autor del texto.
Cuentos de la Alhambra se encuentra traducido a gran cantidad de idiomas y es considerado una de las obras más importantes de su autor.

## El autor. Génesis de losCuentos de la Alhambra
El autor del libro Cuentos de la Alhambra es el escritor norteamericano Washington Irving (1783-1859). Adscrito a la corriente del romanticismo, destaca en este libro la confluencia de su interés por España y sus tradiciones (algunos lo consideran el primer hispanista extranjero) y la influencia del orientalismo.
Tuvo el privilegio de vivir en la Alhambra mientras escribía esta obra. Después de recoger todas las leyendas de los habitantes de la Alhambra, y tras investigar en los archivos de la Biblioteca universitaria granadina, desarrolló un género de novela fantástica de imprescindible lectura.
Entre 1829 y 1832 fue secretario del consulado de Estados Unidos en España, bajo las órdenes de Martin Van Buren. Durante ese tiempo viajó, entre otros lugares, a El Escorial, Sevilla y Granada, examinando en especial los archivos que contenían documentación sobre todo lo relativo al Nuevo Mundo. Ello le sirvió de base para escribir Colón (1828), La Conquista de Granada (1829), Vida y viajes de Cristóbal Colón (1831). Su estancia en Granada le puso en contacto con la biblioteca de la universidad y le dio la oportunidad de alojarse durante una temporada en la propia Alhambra. Fue entonces cuando aprovechó para recopilar las leyendas y cuentos granadinos que constituyeron el génesis de los Cuentos de la Alhambra.

## Estructura
Esta original novela entremezcla una serie de narraciones o cuentos con el libro de viajes y el diario. El protagonista e hilo conductor es el propio autor, Washington Irving, que tras su llegada a España inicia un recorrido por tierras andaluzas que le llevan a Granada. Allí queda extasiado por la majestuosidad de la Alhambra en cuyas habitaciones se hospedará. Durante su estancia conoce a varios personajes, entre los que hay que destacar al que se convierte en su criado, Mateo Jiménez, que le acompañarán y le darán noticia de esos cuentos y leyendas que giran en torno al monumento y su pasado árabe. 

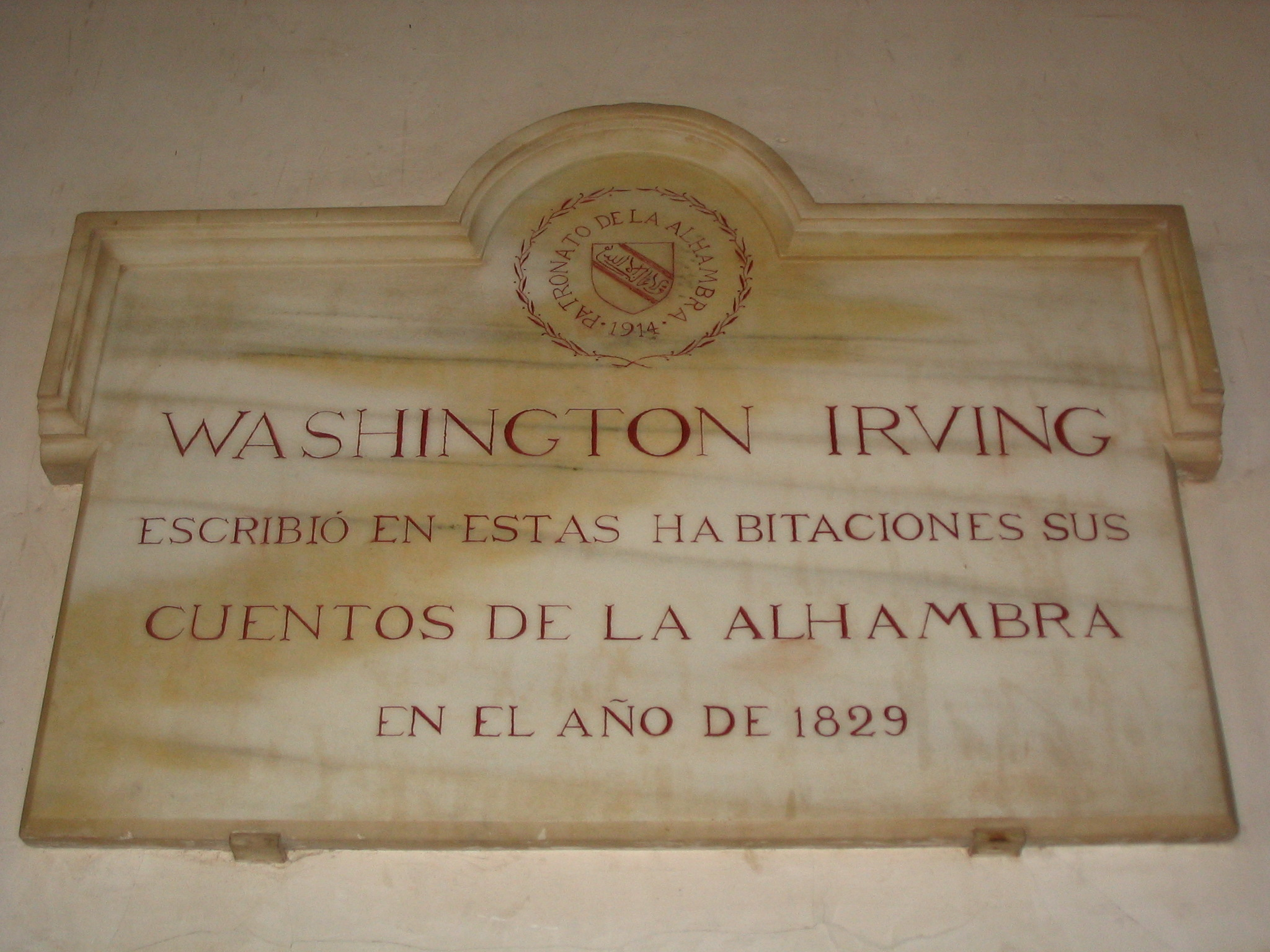
Placa ubicada en la Alhambra que rememora la estancia de Washington Irving en el monumento.

 Descubre así historias como la del astrólogo árabe que contribuyó con su magia a derrotar a los ejércitos enemigos; la de las tres hermosas princesas encerradas en una torre para que no se enamoraran; la del peregrino del amor también encerrado en una torre por su celoso padre; la del legado del moro que nos habla de un fabuloso tesoro encontrado por un aguador; la de la Rosa de la Alhambra en que se nos muestra un laúd maravilloso capaz de curar la melancolía del rey. 
Pero al mismo tiempo el libro avanza por el tiempo presente (1829), correspondiente a la realidad que vive el autor. Esto le permite mostrar un rico cuadro de la Granada de la época, de sus calles, sus gentes, sus costumbres, etc.
La obra está dividida en los siguientes capítulos:
- El viaje
- Gobierno de la Alhambra
- Interior de la Alhambra
- La Torre de Comares
- Consideraciones sobre la dominación musulmana en España
- La familia de la casa
- El truhan
- La habitación del autor
- La Alhambra a la luz de la luna

- Habitantes de la Alhambra
- El Patio de los Leones
- Boabdil el Chico
- Recuerdos de Boabdil
- El balcón
- La aventura del albañil
- Un paseo por las colinas
- Tradiciones locales
- La casa del Gallo de Viento
- Leyenda del astrólogo árabe
- La Torre de las Infantas

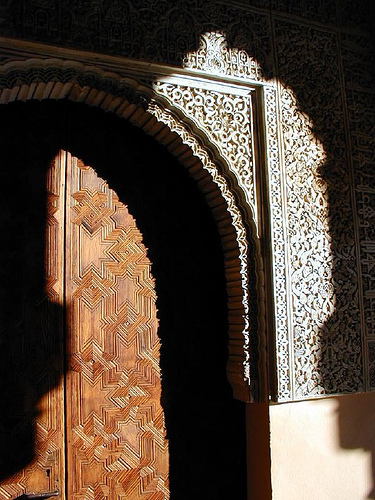
Imagen del interior de la Alhambra.

- Leyenda de las tres hermosas princesas
- Visitadores de La Alhambra
- Leyenda del príncipe Ahmed al Kamel o El peregrino del amor

- Leyenda del legado del moro
- Leyenda de la Rosa de La Alhambra o El paje y el halcón
- El veterano
- Leyenda del Gobernador y el Escribano
- Leyenda del Gobernador manco y el Soldado
- Leyenda de las dos discretas estatuas
- Mohamed Abu Alhamar, el fundador de La Alhambra
- Yusef Abul Hagig, el finalizador de La Alhambra

## En el cine
Bajo este título y tomando prestados algunos de los personajes de la obra de Irving se rodó una película en España protagonizada por Carmen Sevilla, Nicolás Perchicot, Pepe Isbert y Raúl Cancio. Su director fue Florián Rey y se estrenó en enero de 1950. La película cuenta la historia de Mariquilla, una linda gitana que está enamorada de Lucas, soldado de la guarnición de la Alhambra. Pero el padre de Mariquilla quiere casarla con D. Cosme, un viejo y rico escribano al servicio del Corregidor de la ciudad. Para escapar del compromiso, la gitana utilizará al gobernador. La base de la película al parecer se funda en el cuento de "Leyenda del gobernador y el escribano".
En 1998 Juan Bautista Berasategi dirigió la película de dibujos animados Ahmed, príncipe de la Alhambra también inspirada en el libro Cuentos de la Alhambra. Posteriormente y del mismo director se estrenó una especie de secuela de Ahmed, príncipe de la Alhambra, también de dibujos animados, titulada El Embrujo del Sur cuyo protagonista es el propio Washington Irving e igualmente está inspirada en los Cuentos de la Alhambra.
En 2010, el director de cine de animación José María Candel Crespo realizó un corto animado basado en uno de los Cuentos de la Alhambra, El legado del moro.
En 2017, el productor de cine de animación Pedro Alonso Pablos realizó una miniserie animada basada en tres Cuentos de la Alhambra: El astrólogo árabe, Las tres hermosas princesas y La rosa de la Alhambra.